# Begüm Öner

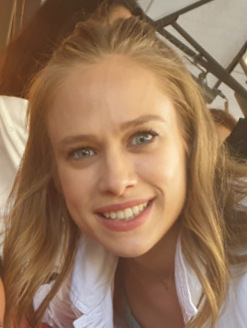
Begüm Öner

Begüm Öner (* 7. März 1989 in Deutschland) ist eine türkische Schauspielerin.

## Biografie
Begüm Öner wurde am 7. März 1989 in Deutschland geboren. Wenige Jahre nach ihrer Geburt kehrte sie mit ihren Eltern in die Türkei zurück. In Istanbul arbeitete sie zunächst bei einer Agentur, in der sie in diversen Werbefilmen mitwirkte, ehe sie als Schauspielerin in Fernsehserien spielte. Ihr Debüt gab sie 2004 in der Fernsehserie Dayı. Von 2012 bis 2022 spielte sie in der Serie Seksenler mit. 2015 heiratete sie den türkischen Schauspieler Ceyhun Fersoy. 2018 bekam Öner in dem Film Koca Bulma Sanatı die Hauptrolle.

## Filmografie
- 2004: Dayı
- 2007: Bez Bebek
- 2009: Melekler Korusun
- 2011: Arka Sıradakiler
- 2012–2017: Seksenler
- 2014: Mandıra Filozofu
- 2015: Kocan Kadar Konuş
- 2015: Kocan Kadar Konuş: Diriliş
- 2015: Öğrenci İşleri
- 2016: Bir Baba Hindu
- 2017: Badem Şekeri 3
- 2017: Beceriksiz Katil
- 2018: Koca Bulma Sanatı
- 2019–2022: Seksenler
- 2020: Ev Yapımı